# 鄭森
鄭 森（てい しん、チン・シャム、ベトナム語：Trịnh Sâm / 鄭森、永佑5年2月9日（1739年3月18日） - 景興43年9月13日（1782年10月19日））は、後黎朝大越の権臣、東京鄭氏の第10代当主。『大越史記全書続編』では鄭 𣛧（ベトナム語：Trịnh Chuôm / 鄭𣛧、木偏に森）と記される。

## 生涯
景興28年（1767年）に父の明都王鄭楹が死去すると、跡を継いで朝廷から靖都王に封じられた。景興32年（1771年）、広南国の西山県で阮岳・阮恵・阮侶の三兄弟に率いられた西山党の乱が勃発した。景興35年（1774年）、広南阮氏の支配が揺らいだと見た鄭森は、西山三兄弟と手を組んで曄郡公黄五福を将とした軍を大挙南下させ、広南阮氏の本拠地だった富春を攻略した。阮福淳を南方に逃走させたものの、軍内に疫病が広まったために撤退せざるを得ず、広南の地の支配権は西山三兄弟の手中に帰した。
晩年は愛妾の鄧氏恵の讒言を信じて世子の鄭棕（後の鄭楷）を廃し、寵愛していた庶子の鄭檊を世子に冊立した。
景興43年（1782年）に死去し、鄭檊が跡を継いだ。聖祖の廟号を追贈され、生前に指定していた盛王と諡された。

## 家族
- 継室：楊氏玉歓（中国語版）
- 側室：鄧氏恵（英語版）
- 子
  - 長男：鄭楷（母は楊氏）
  - 次男：鄭檊（中国語版）（母は鄧氏）